# عاطف لوکیل
عاطف لوکیل (انگلیسی: Atif Loukil؛ زادهٔ ۲ ژوئن ۱۹۷۴) بازیکن والیبال اهل تونس بود.